# Praga (powiat brzeziński)
Praga – osada w Polsce położona w województwie łódzkim, w powiecie brzezińskim, w gminie Dmosin.
W latach 1975–1998 miejscowość należała administracyjnie do województwa skierniewickiego.